# Христофор Кондов
Христофор Кондов е католически духовник, архимандрит, апостолически администратор на католиците от източен обред в Тракия и Македония през 20-те години на XX в.

## Биография
Христофор Кирилов Кондов е роден през 1859 г. в Казанлък. Получава първоначално образование в родния си град, а след това е настанен от баща си в учебното заведение на отците-възкресенци в Одрин. След като изкарва успешно шестгодишния цикъл, младежът завършва и духовната семинария към същото учебно заведение. Оттам е изпратен в Рим, където в продължение на седем години следва богословие и философия във Висшата духовна семинария „Св. Атанас". В Рим Христофор Кондов е ръкоположен за свещеник.
След завръщането си в България Христофор се установява в Одрин. Епископ Михаил Петков го назначава за свой архиерейски съветник и наместник, а същевременно и за енорийски свещеник в катедралния храм „Св. Пророк Илия" в Одрин.
През 1885 г. жителите на село Покрован, Ортакьойско, искат от епископ Михаил Петков да им изпрати Христофор за енорийски свещеник. Христофор Кондов управлява енорията в Покрован в продължение на седем години – от 1885 до 1892 г. По негово време там е построена нова училищна сграда с осем помещения. Заедно със задълженията си като свещеник, в Покрован Христофор Кондов също така учителства. През 1888 г. за шест месеца (от 30 юни до 25 декември) за негов помощник е изпратен и ново ръкоположеният свещеник Атанас Минтов.
През 1892 г. Христофор Кондов е назначен за енорийски свещеник в село Лизгар, Кешанско. Наблизо се намира село Елягюню, където пет години по-рано се установява неговият другар от Покрован Атанас Минтов. Заобиколени навсякъде от гръцки и турски села, двете села приемат унията, за да съхранят своята българска националност. Те не само успяват да се преборят с интригите на Вселенската патриаршия, но дават и голяма подкрепа на гръцките униати в съседното градче Малгара.
За около две години Христофор Кондов временно получава ново назначение в село Мустракли, недалеч от Одрин, където се намира един от манастирите на монаха Пантелеймон. По решение на апостолическия делегат в Цариград енорията в Мустракли е поверена на грижите на отците августино-успенци, които развиват там успешна просветна дейност. Христофор Кондов се завръща при своите енориаши в Лизгар, а през 1914 г. епископ Михаил Петков го назначава за помощник на архиерейския наместник архимандрит Павел Христов (Христофор Порталие).
В годините на Първата световна война Христофор е помощник на генералния викарий Павел Христов и за кратко енорийски свещеник в София, което му спечелва много противници в средите на македонския клир. Той извършва своите служби в бившата румънска православна църква, която временно е отнета за нуждите на многобройните униатски бежанци в столицата. На 14 септември 1918 г. църквата е върната на румънците и отец Кондов остава без енорийски храм.
През 1918 – 1919 г. Христофор Кондов е енорийски свещеник в село Каяджик, недалеч от Софлу, Беломорска Тракия.
През 1921 г. владиката Михаил Петков се оттегля в Одрин, където и умира. Това налага необходимостта да бъде намерен заместник на покойния епископ. С тази мисия през 1921 г. Конгрегацията за Източните църкви изпраща в България специален делегат. Това е Исая Пападопуло. На 13 юни 1921 г. епископ Пападопуло въздига Христофор в чин архимандрит.
Христофор Кондов застава начело на Българската католическа църква от източен обред в един изключително труден период. През май 1922 г. архимандрит Кондов започва цялостна обиколка на епархията, резултатът от която е точната преценка за нейното положение. С неговата активна намеса е довършена катедралната църква в София, църквите в селата Покрован и Студена, училището за децата на униатите в село Дервишка могила и др.
С писмо от 6 януари 1924 г. Христофор известява Конгрегацията за източните църкви, че е сериозно болен и не може да се справя със задълженията си. В отговор от 20 февруари същата година секретарят, кардинал Таччи, му съобщава, че за да укрепи здравето си, Конгрегацията временно го освобождавала от задължения, както и че за негов заместник, с поръчителството на монсеньор Винкенти Пеев, е назначен Йосафат Козаров.
Архимандрит Кондов обаче така и не успява да се съвземе. Почива на 11 април 1924 г. в Пловдив, където е и погребан.